# Cshö
A Cshö (Choi) (nyugaton gyakran Choi, Choe, Choy, Tchoi) a negyedik leggyakoribb koreai vezetéknév, 2000-ben a koreaiak mintegy 4,7%-a, 2,1 millió fő viselte ezt a nevet, 2015-ben pedig 2 333 927 fő. A handzsa (hanja) (崔) kínai olvasata Cuj (Cuī).

## Eredete és jelentése
A név kínai eredetű, azon klánnevek közé tartozik, melyeket a Silla-korban a királyok adományoztak a nemeseknek. A kínai írásjegy a 山 (koreai ejtéssel: szan (san): „hegy”) és 隹 (koreai ejtéssel: cshu (chu): „madár”) írásjegyekből tevődik össze, olyan nagyhatalmú tisztségviselőt jelent, aki egy hegyről tekint le az általa igazgatott területre.
A kínai Cuj (崔, Cuī) családnév az i.e. 11. századra vezethető vissza, Csiang Ce-ja a Csi állam alapítójának unokája, Csi-ce (Jizi) visszavonult saját birtokára, hogy testvérének adja át a trónöröklés lehetőségét, a leszármazottai pedig a Cuj (Cui) birtok (崔邑) után vették fel ezt a vezetéknevet. Ez a terület ma Kína Santung (Sandong) tartományában található. Ezt a vezetéknevet adoptálták a koreaiak, jelentős presztízse miatt.
A Szamguk jusza (Samguk yusa) szerint a Csinhan (Jinhan) konföderáció hat klánjának hat vezetője gyülekezett egy dombon, ahol királyt akartak választani; innen ered Hjokkosze (Hyeokgeose) sillai király legendája is. A történet szerint az I (이, 李, Lee), a  Szon (손, 孫, Son), a Csong (정, 鄭, Jeong), a Pe (배, 裵, Bae) és a Szol (설, 薛, Seol) klánok fejei mellett a Cshö (Choi) klán feje vett részt ezen az eseményen.
A Cshö (Choi) klán a Silla-korban arisztokrata család volt, de nem királyi család. A ranglétrán valahol középtájt helyezkedtek el.

## Klánok

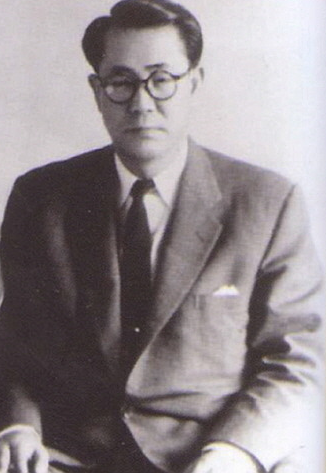
Cshö Gjuha (Choi Kyu-hah) hajdani dél-koreai elnök a kangnung (gangneung-)i Cshö (Choi) klán tagja.

Fontosabb klánok és az alapító atyáiknak tartott személyek:
- kangnung (gangneung)i Cshö (Choi) klán (강릉최씨): Cshö Phildal (최필달, 崔必達, Choi Pil-dal)
- kanghva (ganghwa)i Cshö (Choi) klán (강화최씨): Cshö Ikhu (최익후, 崔益厚, Choi Ik-hu)
- kjongdzsu (gyeongju)i Cshö (Choi) klán (경주최씨): Cshö Cshivon (Choi Chi-won) (최치원, 崔致遠)
- tongdzsui (dongju) (ma  Cshorvon (Cheorwon) megye, 철원군) Cshö (Choi) klán (동주최씨): Cshö Dzsunong (최준옹, 俊邕, Choi Jun-ong)
- szangjong (sangnyeong)i Cshö (Choi) klán (삭녕최씨): Cshö Cshollo (최천로, 崔天老, Choi Cheon-ro)
- jongcshon (yeongcheon)i Cshö (Choi) klán (영천최씨): Cshö Han (최한, 崔漢, Choi Han)
- csondzsu (jeonju)i Cshö (Choi) klán (전주최씨):[11]
  - Munjol (Munyeol) ág (문열공파, 文烈公派): Cshö Szundzsak (최순작, 崔純爵, Choi Sun-jak)
  - Munszong (Munseong) ág (문성공파, 文成公派): Cshö A (최아, 崔阿, Choi A)
  - Szado (Sado) ág (사도공파, 司徒公派): Cshö Gjun (최균, 崔均, Choi Gyun)
  - Muncshung (Munchung) ág (문충공파, 文忠公派): Cshö Gunok (최군옥, 崔群玉, Cshö Gun-ok)
- thamdzsin (tamjin)i Cshö (Choi) klán (탐진최씨): Cshö Szadzson (최사전, 崔思全, Choi Sa-jeon)
- hedzsu (haeju)i Cshö (Choi) klán (해주최씨): Cshö On (최온, 崔溫, Choi On)
- hvaszun (hwasun)i Cshö (Choi) klán (화순최씨): Cshö Szegi (최세기, 崔世基, Choi Se-gi)